# Râul Mălina, Siret
Râul Mălina este un curs de apă, afluent al râului Siretului. Lacul Mălina este situat pe acest râu, imediat amonte de vărsarea în Râul Siret